# مبيت

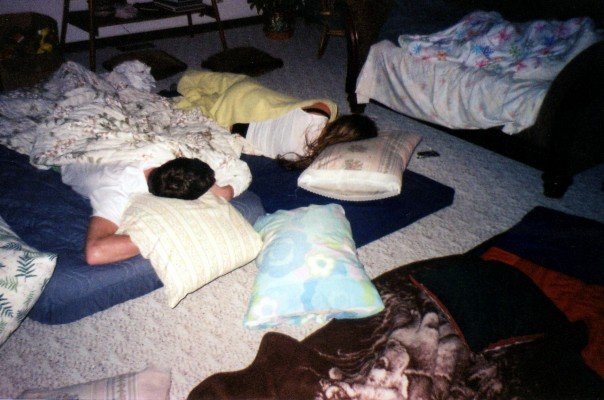

المبيت، والذي يعرف أيضاً بحفلة البيجاما أو حفلة ملابس النوم، وهو حفلة، تكون هذه الحفلة أكثر شيوعاً بين الأطفال والمراهقين، حيث يتم دعوة الضيف أو الضيوف للمبيت في منزل صديق، أحياناً للاحتفال بأعياد الميلاد أو المناسبات الخاصة الأخرى. «لوك إن» (القفل)، هو حدث مماثل يقام في مكان آخر، غير المنزل الخاص، مثل المدرسة أو الكنيسة. المبيت يعرف أيضاً ب«طقوس العبور»، عندما يبدأ الطفل الصغير أو المراهق بتأكيد الإستقلالية وتطوير العلاقات الاجتماعية خارج نطاق العائلة المباشرة.
وفِي بداية التسعينات، كتب المعلقون عن إتجاه جديد في حيث يسمح الأباء لأبنائهم المراهقين شباباً وفتيات للمبيت معاً. في حين، شجب بعض الكتاب هذا الإتجاه، دافع الأخوين كبديل أكثر أماناً للتعارف في سن المراهقة خارج المنزل.